# Disphragis proba
Disphragis proba är en fjärilsart som beskrevs av William Schaus 1911. Disphragis proba ingår i släktet Disphragis och familjen tandspinnare. Inga underarter finns listade i Catalogue of Life.